# バウカウ県
バウカウ県（テトゥン語：Baukau）は、東ティモールの県。同国東部の北海岸に位置する。首都はバウカウ（旧名ヴィラ・サラザール）。1494 km2に2004年の推計で11万3748人が暮らす。県はさらにバギア、バウカウ、ラガ、ケリカイ、ヴェマセ、ヴェニラレ（旧称ヴィラ・ヴィソーザ）の各地区に分けられる。県には植民地時代から同様の組織が存在していた。北はウェタル海峡に面し、東にラウテン県、南にヴィケケ県、西にマナトゥト県と接する。
県内では公用語であるテトゥン語やポルトガル語のほかに、ほとんどの住民がパプア諸語のマカサエ語を話す。また、住民の大多数はカトリック信者だが、ムスリムも住んでいる。
バウカウ県の農業は東ティモールで最も進んでいる。主食のコメやトウモロコシのほか、豆、ピーナッツ、サツマイモ、コプラ、ククイナッツ、キャッサバが栽培されている。また、バッファローやヤギも飼われている。しかし、交通網が脆弱であることから新興産業の発展には課題がある。
ヴェニラレ地区には第二次世界大戦中、旧日本軍が築いた地下道が残っている。
県内の海岸には砂浜が広がり、水泳などのウォータースポーツにはうってつけの場所になっている。
バウカウ市街から6kmほど行ったところにあるバウカウ空港は、国内で最も長い滑走路を有している。事実、首都ディリのプレジデンテ・ニコラウ・ロバト国際空港でさえボーイング737のような小型機しか着陸できない。この空港は国の主要空港としてオープンしたが、1975年にインドネシアが占領するとインドネシア軍に引き継がれた。